# Kari Lehtonen
 (avril 2016).
Si vous disposez d'ouvrages ou d'articles de référence ou si vous connaissez des sites web de qualité traitant du thème abordé ici, merci de compléter l'article en donnant les références utiles à sa vérifiabilité et en les liant à la section « Notes et références ».
Kari Lehtonen (né le 16 novembre 1983 à Helsinki en Finlande) est un joueur professionnel finlandais de hockey sur glace évoluant au poste de gardien de but au sein de l'équipe des Stars de Dallas de la Ligue nationale de hockey.

## Carrière en club

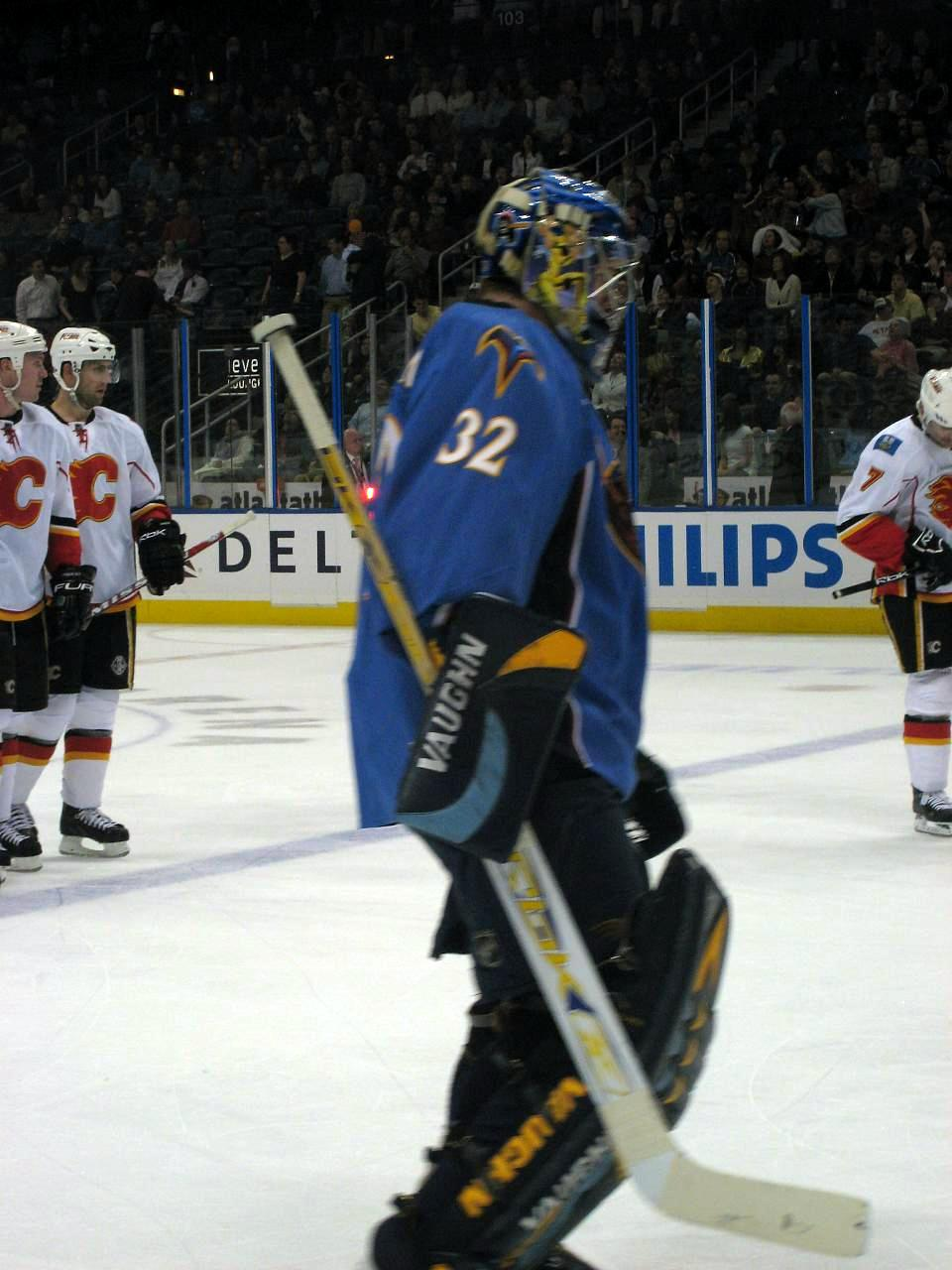
Lehtonen avec les Thrashers d'Atlanta en 2008.

Kari Lehtonen est choisi au 2e rang par les Thrashers d'Atlanta au cours du repêchage d'entrée dans la LNH 2002.
Durant la saison 2001-2002, en tant que plus jeune gardien de but de la SM-liiga, il a remporté le trophée Jari-Kurri qui récompense le meilleur joueur des séries éliminatoires de la SM-liiga, le championnat finlandais de hockey sur glace. Ce trophée a été obtenu alors qu'il évoluait avec le Jokerit Helsinki.
La même saison et la suivante (saison 2002-2003), il remporte le trophée Urpo-Ylönen qui est décerné au meilleur gardien de but de la SM-liiga.
Durant la saison 2003-2004 de la Ligue nationale de hockey, il joue quatre matchs avec les Thrashers d'Atlanta, qui se soldent par quatre victoires et un blanchissage. Au cours de la Saison 2005-2006 de la LNH, Kari Lehtonen est blessé à l'aine à la suite d'une collision avec le centre des Panthers de la Floride, Nathan Horton. Cette blessure lui provoque une indisponibilité pendant 35 matchs.
Le 6 avril 2006, il est à nouveau blessé par un contact avec Chris Dingman, l'ailier du Lightning de Tampa Bay car en tentant de se relever, il se fait une entorse de la cheville.
Au début de la saison 2006-2007 de la LNH, Kari Lehtonen obtient le record de blanchissages pour un gardien des Thrashers d'Atlanta, qui était auparavant détenu par Michael Garnett.
Le 8 février 2007, il devient le gardien de but des Thrashers d'Atlanta à avoir remporté le plus de matchs avec 49 victoires, dépassant ainsi le précédent record détenu par Pasi Nurminen avec 48 victoires.
Le 12 avril 2007, Kari Lehtonen débute comme gardien des Thrashers pour leur première rencontre dans les séries éliminatoires de la ligue nationale de hockey.
Le 12 juillet 2009, Kari Lehtonen signe un contrat d'une durée d'une année de 3 Millions de dollars avec les Thrashers d'Atlanta.
Le 9 février 2010, il est échangé aux Stars de Dallas en retour du jeune défenseur Ivan Vichnevski, et d'un choix de 4e tour au repêchage de 2010.

## Carrière internationale
Kari Lehtonen a représenté la Finlande dans plusieurs compétitions internationales :
Championnat du monde de hockey sur glace
- Médaille d'argent : Championnat du monde de hockey sur glace 2007 à Moscou et Mytichi en Russie (il est également désigné meilleur gardien du tournoi)

## Palmarès

### SM-liiga
- 2001-2002 : trophée Jari-Kurri et trophée Urpo-Ylönen
- 2002-2003 : trophée Urpo-Ylönen

### Championnat du monde de hockey sur glace
- 2007 : Meilleur gardien de but

### KAJOTbet Hockey Games
- 2012 : nommé meilleur gardien de but.

## Statistiques
Pour les significations des abréviations, voir statistiques du hockey sur glace.

### En club
| Saison     | Équipe              | Ligue      |     | Saison régulière | Saison régulière | Saison régulière | Saison régulière | Saison régulière | Saison régulière | Saison régulière | Saison régulière | Saison régulière | Saison régulière |    | Séries éliminatoires | Séries éliminatoires | Séries éliminatoires | Séries éliminatoires | Séries éliminatoires | Séries éliminatoires | Séries éliminatoires | Séries éliminatoires | Séries éliminatoires |
| Saison     | Équipe              | Ligue      | PJ  | V                | D                | Pr/N             | Min              | BC               | Moy              | % Arr            | Bl               | Pun              | PJ               | V  | D                    | Min                  | BC                   | Moy                  | % Arr                | Bl                   | Pun                  |                      |                      |
| 2001-2002  | Jokerit Helsinki    | SM-Liiga   | 23  | 13               | 5                | 2                | 1 242            | 37               | 1,79             | 94,1             | 4                | 2                | 11               | 8  | 2                    | 623                  | 18                   | 1,73                 |                      | 3                    | 0                    |                      |                      |
| 2002-2003  | Jokerit Helsinki    | SM-Liiga   | 45  | 23               | 14               | 6                | 2 634            | 87               | 1,98             | 92,8             | 5                | 16               | 10               | 6  | 4                    | 626                  | 17                   | 1,63                 |                      | 1                    | 12                   |                      |                      |
| 2003-2004  | Thrashers d'Atlanta | LNH        | 4   | 4                | 0                | 0                | 240              | 5                | 1,25             | 95,3             | 1                | 0                | -                | -  | -                    | -                    | -                    | -                    | -                    | -                    | -                    |                      |                      |
| 2003-2004  | Wolves de Chicago   | LAH        | 39  | 20               | 14               | 2                | 2 192            | 88               | 2,41             | 92,6             | 3                | 6                | 10               | 6  | 4                    | 663                  | 23                   | 2,08                 | 94,2                 | 1                    | 4                    |                      |                      |
| 2004-2005  | Wolves de Chicago   | LAH        | 57  | 38               | 17               | 2                | 3 378            | 128              | 2,27             | 92,9             | 5                | 16               | 16               | 10 | 6                    | 983                  | 28                   | 1,71                 | 93,9                 | 2                    | 0                    |                      |                      |
| 2005-2006  | Thrashers d'Atlanta | LNH        | 38  | 20               | 15               | 0                | 2 166            | 106              | 2,94             | 90,6             | 2                | 4                | -                | -  | -                    | -                    | -                    | -                    | -                    | -                    | -                    |                      |                      |
| 2006-2007  | Thrashers d'Atlanta | LNH        | 68  | 34               | 24               | 9                | 3 934            | 183              | 2,79             | 91,2             | 4                | 6                | 2                | 0  | 2                    | 118                  | 11                   | 5,59                 | 84,9                 | 0                    | 0                    |                      |                      |
| 2007-2008  | Thrashers d'Atlanta | LNH        | 48  | 17               | 22               | 5                | 2 707            | 131              | 2,9              | 91,6             | 4                | 4                | -                | -  | -                    | -                    | -                    | -                    | -                    | -                    | -                    |                      |                      |
| 2007-2008  | Wolves de Chicago   | LAH        | 2   | 2                | 0                | 0                | 128              | 4                | 1,93             | 93,4             | 0                | 0                | -                | -  | -                    | -                    | -                    | -                    | -                    | -                    | -                    |                      |                      |
| 2008-2009  | Thrashers d'Atlanta | LNH        | 46  | 19               | 22               | 3                | 2 624            | 134              | 3,06             | 91,1             | 3                | 6                | -                | -  | -                    | -                    | -                    | -                    | -                    | -                    | -                    |                      |                      |
| 2009-2010  | Wolves de Chicago   | LAH        | 4   | 1                | 1                | 2                | 247              | 11               | 2,67             | 89,9             | 0                | 0                | -                | -  | -                    | -                    | -                    | -                    | -                    | -                    | -                    |                      |                      |
| 2009-2010  | Stars de Dallas     | LNH        | 12  | 6                | 4                | 0                | 663              | 31               | 2,81             | 91,1             | 0                | 0                | -                | -  | -                    | -                    | -                    | -                    | -                    | -                    | -                    |                      |                      |
| 2010-2011  | Stars de Dallas     | LNH        | 69  | 34               | 24               | 11               | 4 119            | 175              | 2,55             | 91,4             | 3                | 6                | -                | -  | -                    | -                    | -                    | -                    | -                    | -                    | -                    |                      |                      |
| 2011-2012  | Stars de Dallas     | LNH        | 59  | 32               | 22               | 4                | 3 497            | 136              | 2,33             | 92,2             | 4                | 0                | -                | -  | -                    | -                    | -                    | -                    | -                    | -                    | -                    |                      |                      |
| 2012-2013  | Stars de Dallas     | LNH        | 36  | 15               | 14               | 3                | 1 986            | 88               | 2,66             | 91,6             | 1                | 0                | -                | -  | -                    | -                    | -                    | -                    | -                    | -                    | -                    |                      |                      |
| 2013-2014  | Stars de Dallas     | LNH        | 65  | 33               | 20               | 10               | 3 804            | 153              | 2,41             | 91,9             | 5                | 4                | 6                | 2  | 4                    | 346                  | 19                   | 3,29                 | 88,5                 | 1                    | 0                    |                      |                      |
| 2014-2015  | Stars de Dallas     | LNH        | 65  | 34               | 17               | 10               | 3 698            | 181              | 2,94             | 90,3             | 5                | 2                | -                | -  | -                    | -                    | -                    | -                    | -                    | -                    | -                    |                      |                      |
| 2015-2016  | Stars de Dallas     | LNH        | 43  | 25               | 10               | 2                | 2 279            | 105              | 2,76             | 90,6             | 2                | 2                | 11               | 6  | 3                    | 555                  | 26                   | 2,81                 | 89,9                 | 1                    | 0                    |                      |                      |
| 2016-2017  | Stars de Dallas     | LNH        | 59  | 22               | 25               | 7                | 3 177            | 151              | 2,85             | 90,2             | 3                | 4                | -                | -  | -                    | -                    | -                    | -                    | -                    | -                    | -                    |                      |                      |
| 2017-2018  | Stars de Dallas     | LNH        | 37  | 15               | 14               | 3                | 1 945            | 83               | 2,56             | 91,2             | 1                | 4                | -                | -  | -                    | -                    | -                    | -                    | -                    | -                    | -                    |                      |                      |
| Totaux LNH | Totaux LNH          | Totaux LNH | 649 | 310              | 233              | 67               | 36 838           | 1 662            | 2,71             | 91,2             | 38               | 42               | 19               | 8  | 9                    | 1 018                | 56                   | 3,3                  | 88,7                 | 2                    | 0                    |                      |                      |

### En équipe nationale
| Année | Équipe   | Compétition                 |   | PJ | V | D | Pr/N | Min | BC   | Moy  | % Arr | Bl | Pun                |  | Résultat |
| 2002  | Finlande | Championnat du monde junior | 6 | 4  | 2 | 0 |      |     | 1,17 | --   | 1     |    | Médaille de bronze |  |          |
| 2003  | Finlande | Championnat du monde junior | 6 | 3  | 2 | 1 |      |     | 2,41 | 92,6 | 2     |    | Médaille de bronze |  |          |
| 2007  | Finlande | Championnat du monde        | 6 | 4  | 2 | 0 |      |     | 1,93 | --   | 1     |    | Médaille d'argent  |  |          |